# Каннский кинофестиваль 2024
77-й Каннский международный кинофестиваль проходил с 14 по 25 мая 2024 года. Председателем жюри основного конкурса была американский кинорежиссер и актриса Грета Гервиг. Ведущей церемоний открытия и закрытия стала французская актриса Камилль Коттен. «Золотую пальмовую ветвь» получил американец Шон Бейкер за фильм «Анора».
Официальный постер фестиваля, включающий кадр из фильма «Августовская рапсодия» (1991) Акиры Куросавы, который участвовал в программе 44-го Каннского кинофестиваля, был разработан компанией Hartland Villa.
В ходе фестиваля были вручены три Почетные «Золотые пальмовые ветви»: первая была вручена Мерил Стрип во время церемонии открытия фестиваля; вторая — Studio Ghibli; а третья — Джорджу Лукасу во время церемонии закрытия фестиваля.
За несколько дней до церемонии открытия работники фестиваля призвали к всеобщей забастовке. Коллектив The Broke Behind the Screens (Sous les écrans la dèche) публично выразил недовольство нестабильностью работы на кинофестивалях.
После официального объявления о выборе фильма «Семя священного инжира» для участия в основном конкурсе фестиваля иранский режиссер Мохаммад Расулоф был приговорен к восьми годам тюремного заключения, а также к порке, штрафу и конфискации имущества по обвинению в «пропаганде против режима». Актеров и съемочную группу допрашивали и оказывали на них давление, чтобы убедить Расулофа снять фильм с фестиваля. Вскоре после этого Расулофу и некоторым членам съемочной группы удалось бежать из Ирана в Европу и присутствовать на мировой премьере фильма 24 мая 2024 года. На красной дорожке Расулоф держал в руках фотографии звезд Сохейлы Голестани и Миссаг Заре, которые не смогли покинуть Иран чтобы присутствовать на премьере фильма и у которых отобрали паспорта. Фильм был удостоен 12-минутных оваций, а актеры и съемочная группа устроили акцию протеста в знак солидарности с борьбой иранских женщин за права.
Фильмом открытия стала французская комедийная лента «Второй акт» Квентина Дюпье.

## Жюри

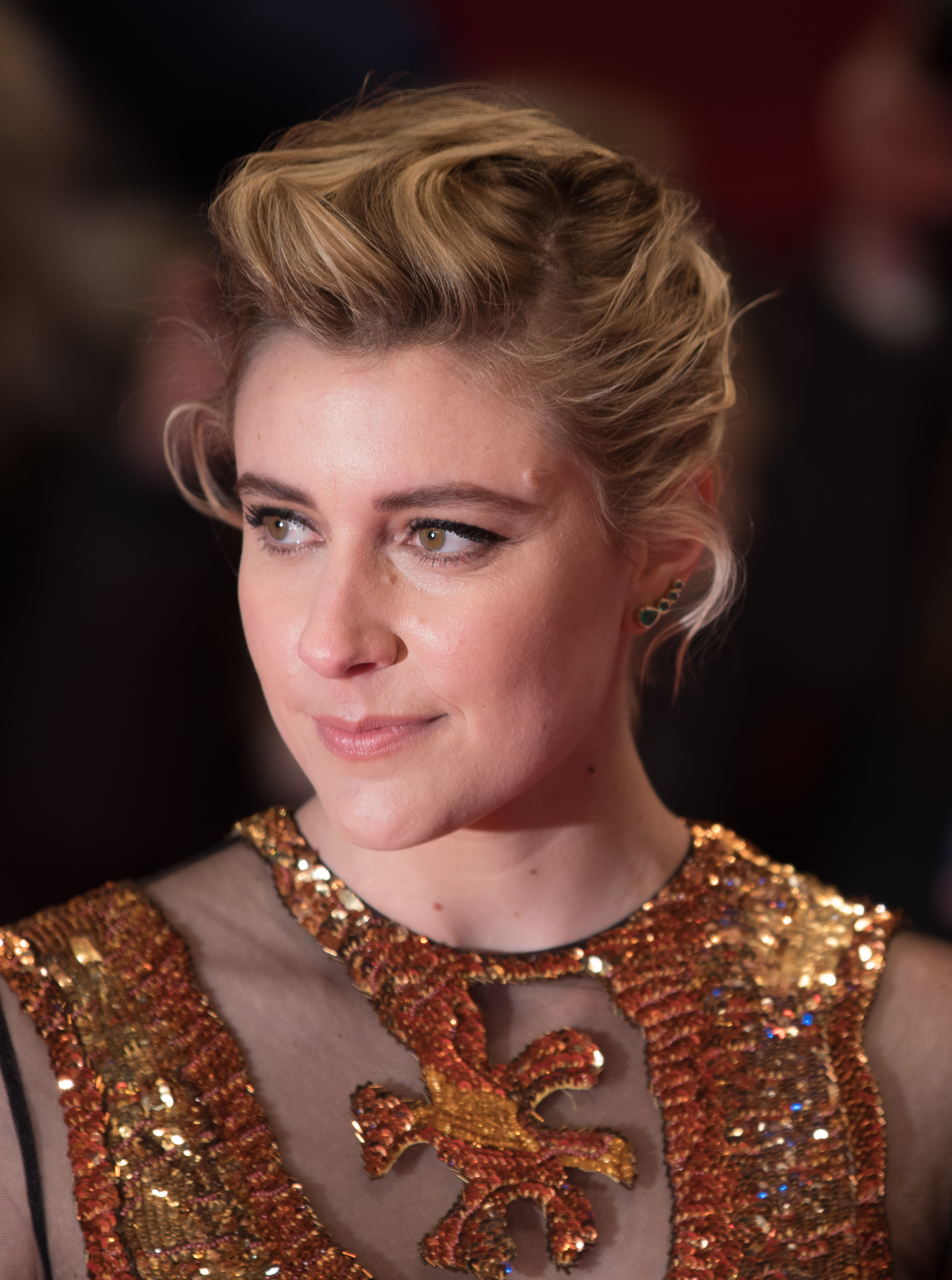
Грета Гервиг, председатель жюри Основного конкурса

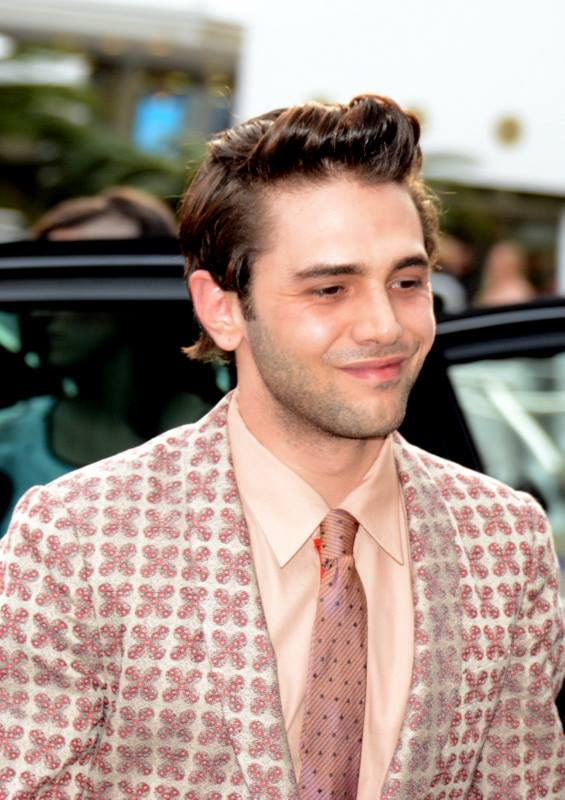
Ксавье Долан, председатель жюри программы «Особый взгляд»

### Основной конкурс
В декабре 2023 года стало известно, что председателем жюри назначена Грета Гервиг. Она стала первой американской женщиной-режиссёром на этом посту. В апреле 2024 года жюри было сформировано полностью. В полный состав жюри основного конкурса вошли:
- Грета Гервиг, режиссёр и актриса ( США) — председатель
- Ева Грин, актриса ( Франция)
- Омар Си, актёр ( Франция)
- Лили Гладстоун, актриса ( США)
- Хирокадзу Корээда, режиссёр и продюсер ( Япония)
- Хуан Антонио Байона, режиссёр ( Испания)
- Надин Лабаки, актриса и режиссёр ( Ливан)
- Пьерфранческо Фавино, актёр и продюсер ( Италия)
- Эбру Джейлан, актриса и сценаристка ( Турция)

### Особый взгляд
- Ксавье Долан, режиссёр и актёр ( Канада) — председатель[18]
- Маймуна Дукур, режиссёр ( Франция,  Сенегал)[19]
- Асме Эль Мудир, режиссёр и продюсер ( Марокко)
- Вики Крипс, актриса ( Люксембург,  Германия)
- Тодд Маккарти, писатель и кинокритик ( США)

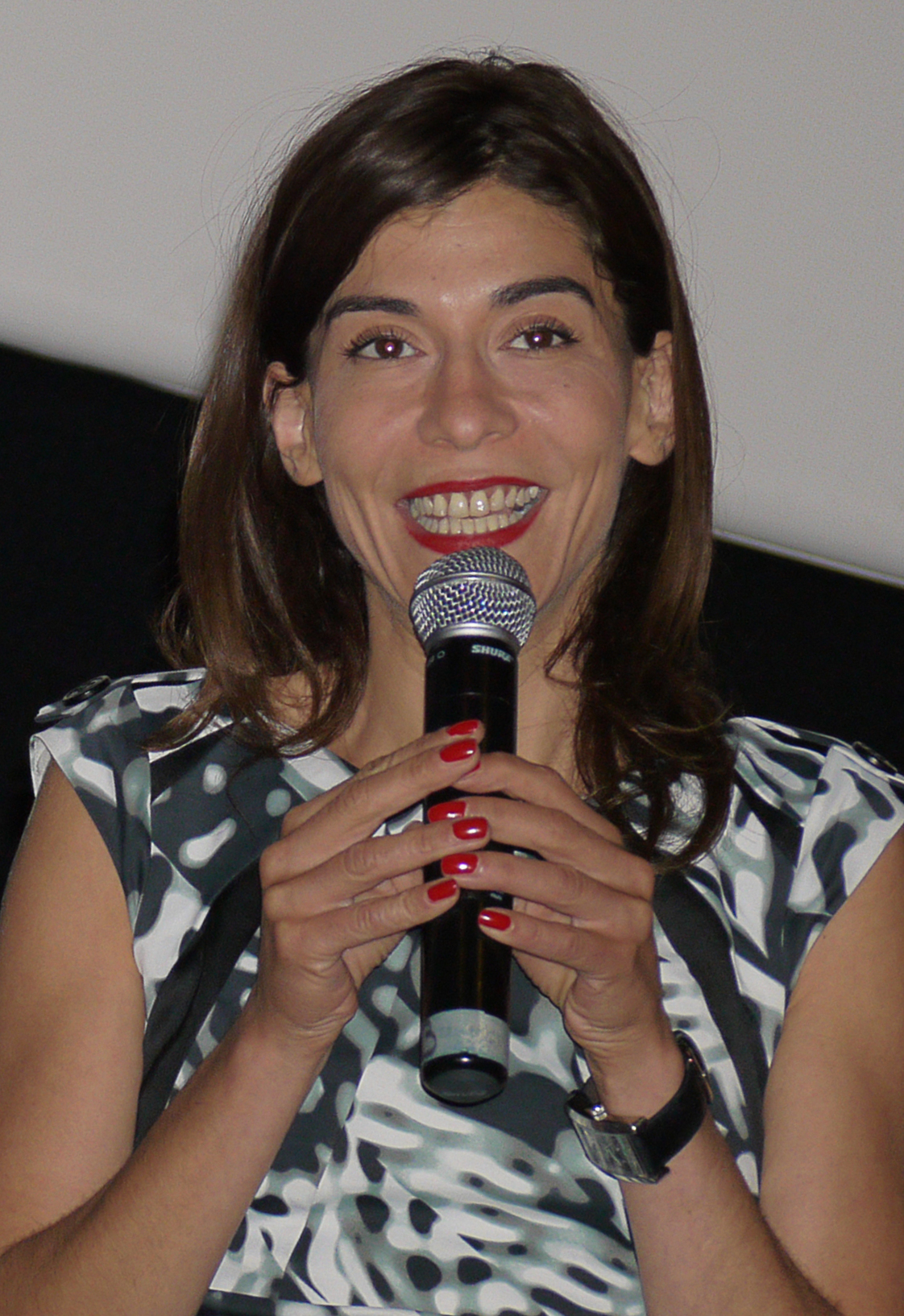
Любна Азабаль, председатель жюри секции «Синефондасьон» и конкурса короткометражных фильмов

### Синефондасьони конкурс короткометражных фильмов
- Любна Азабаль, актриса ( Бельгия) — председатель[20]
- Мари-Кастиль Менсьон-Шаар, режиссёр и продюсер ( Франция)
- Паоло Моретти ( Италия)
- Клодин Нугаре, продюсер ( Франция)
- Владимир Перишич, режиссёр ( Сербия)

### Золотая камера
- Балоджи, певец и режиссёр ( Бельгия,  ДР Конго) — со-председатель[21]
- Эмманюэль Беар, актриса ( Франция) — со-председатель
- Паскаль Бурон, член правления TSF ( Франция)
- Натали Чиффлет, журналистка ( Франция)
- Жиль Порте, оператор и режиссёр ( Франция)
- Зои Витток, режиссёр ( Бельгия)

### Золотой глаз
- Николя Филибер, режиссёр и актёр ( Франция) — председатель[22]
- Диана Гайе, режиссёр ( Франция,  Сенегал)[23]
- Элиза Жалладо, продюсер и исполнительный директор Международного кинофестиваля в Салониках ( Франция)
- Мина Кавани, актриса ( Иран,  Франция)
- Фрэнсис Лего, режиссёр ( Канада)

### Неделя критики
- Сильви Пиала, продюсер ( Франция) — председатель[a]
- Бен Кролл, кинокритик и журналист ( Канада)
- Айрис Кальтенбек, режиссёр ( Франция)
- Виржини Сурдей, оператор ( Бельгия)
- Элиан Умугире, актриса ( Руанда)

### Квир-пальма
- Лукас Донт, режиссёр ( Бельгия) — председатель[25]
- Гюго Барден, певец и режиссёр ( Франция)[26]
- Софи Летурнер, режиссёр ( Франция)
- Джулиана Рохас, режиссёр ( Бразилия)
- Джад Салфити, журналист ( Великобритания,  Государство Палестина)

## Официальная программа
| Победители выделены отдельным цветом |

### Основной конкурс
В основном конкурсе участвовало 22 фильма:
| Название                         | Оригинальное название                | Режиссёр             | Страна                                             |
| -------------------------------- | ------------------------------------ | -------------------- | -------------------------------------------------- |
| Всё, что нам кажется светом      | All We Imagine as Light              | Паял Кападиа         | Франция · Индия · Нидерланды · Люксембург · Италия |
| Анора                            | Anora                                | Шон Бейкер           | США                                                |
| Ученик. Восхождение Трампа       | The Apprentice                       | Али Аббаси           | Канада · Дания · Ирландия · США                    |
| Разбитые сердца                  | L'Amour Ouf                          | Жиль Лелуш           | Франция · Бельгия                                  |
| Птица (QP)                       | Bird                                 | Андреа Арнольд       | Великобритания · Франция · Германия · США          |
| Поколение романтиков             | 风流一代                             | Цзя Чжанкэ           | Китай                                              |
| Эмилия Перес (QP)                | Emilia Pérez                         | Жак Одиар            | Франция · Мексика                                  |
| Девушка с иглой                  | Pigen med nålen                      | Магнус фон Хорн      | Дания · Польша · Швеция                            |
| Гранд тур                        | Grand Tour                           | Мигел Гомеш          | Португалия · Франция · Италия                      |
| Виды доброты                     | Kinds of Kindness                    | Йоргос Лантимос      | Ирландия · Великобритания · США                    |
| Лимонов, баллада об Эдичке       | Limonov: The Ballad                  | Кирилл Серебренников | Франция · Италия · Испания                         |
| Марчелло Мио (QP)                | Marcello Mio                         | Кристоф Оноре        | Франция · Италия                                   |
| Мегалополис                      | Megalopolis                          | Фрэнсис Форд Коппола | США                                                |
| Самый ценный груз                | La plus précieuse des marchandises   | Мишель Хазанавичус   | Франция · Бельгия                                  |
| Мотель Дестино (QP)              | Motel Destino                        | Карим Айнуз          | Бразилия · Франция · Германия                      |
| О, Канада                        | Oh, Canada                           | Пол Шредер           | США                                                |
| Партенопа                        | Parthenope                           | Паоло Соррентино     | Италия · Франция                                   |
| Семя священного инжира           | دانه انجیر مقدس                      | Мохаммад Расулоф     | Иран · Германия · Франция                          |
| Саван                            | The Shrouds                          | Дэвид Кроненберг     | Франция · Канада                                   |
| Субстанция                       | The Substance                        | Корали Фаржа         | Великобритания · США · Франция                     |
| Три километра на краю света (QP) | Trei Kilometri Pana La Capatul Lumii | Эмануэль Пырву       | Румыния                                            |
| Дикий алмаз (CdO)                | Diamant brut                         | Агат Риданже         | Франция                                            |

(CdO) указывает на фильмы, участвовавшие в конкурсе «Золотая камера» в качестве режиссёрских дебютов.
(QP) указывает на фильмы, участвовавшие в конкурсе «Квир-пальмы».

### Особый взгляд
Следующие фильмы участвовали в программе «Особый взгляд»:
| Название                                             | Оригинальное название        | Режиссёр                | Страна                                                  |
| ---------------------------------------------------- | ---------------------------- | ----------------------- | ------------------------------------------------------- |
| Арман (CdO)                                          | Armand                       | Хальвдан Ульман Тёндель | Норвегия · Нидерланды · Германия · Швеция               |
| Чёрный пёс                                           | 狗阵                         | Гуань Ху                | Китай                                                   |
| Проклятые                                            | Les Damnés                   | Роберто Минервини       | Бельгия · Италия · США                                  |
| Собачье дело (CdO)                                   | Le Procès du chien           | Летиция Дош             | Швейцария · Франция                                     |
| Поток                                                | Straume                      | Гинтс Зилбалодис        | Бельгия · Франция · Латвия                              |
| Черт возьми! (CdO)                                   | Vingt Dieux!                 | Луиз Курвуазье          | Франция                                                 |
| Королевство (CdO)                                    | Le Royaume                   | Жюльен Колонна          | Франция                                                 |
| Моё солнышко (QP)                                    | ぼくのお日さま               | Хироси Окуяма           | Япония                                                  |
| Ники (CdO)                                           | Niki                         | Селин Саллетт           | Франция                                                 |
| Нора (CdO)                                           | نورة                         | Тауфик Алзаиди          | Саудовская Аравия                                       |
| Как стать морской птицей                             | On Becoming a Guinea Fowl    | Рунгано Ниони           | Ирландия · Великобритания · США · Замбия                |
| Сантош                                               | Santosh                      | Сандхия Сури            | Индия · Франция · Германия · Великобритания             |
| Сентябрь говорит (CdO)                               | September Says               | Ариана Лабед            | Франция · Германия · Греция · Ирландия · Великобритания |
| Бесстыдный (QP)                                      | The Shameless                | Константин Божанов      | Индия · Болгария · Франция · Швейцария                  |
| История Сулеймана                                    | L'Histoire de Souleymane     | Борис Ложкин            | Франция                                                 |
| Деревня рядом с раем (CdO)                           | The Village Next to Paradise | Мо Хараве               | Австрия · Франция · Сомали                              |
| Вьет и Нам (QP)                                      | Trong lòng đất               | Чыонг Минь Куй          | Вьетнам · Филиппины · Сингапур · Франция · Нидерланды   |
| Снова наступит рассвет (открывающий фильм программы) | Ljósbrot                     | Рунар Рунарссон         | Исландия · Нидерланды                                   |

(CdO) указывает на фильмы, участвовавшие в конкурсе «Золотая камера» в качестве режиссёрских дебютов.
(QP) указывает на фильмы, участвовавшие в конкурсе «Квир-пальмы».

### Вне конкурса
Помимо мировых премьер голливудских, французских и китайских блокбастеров, а также секции «Полуночные показы», в рамках празднования почетной «Золотой пальмовой ветви» студии Ghibli в Большом театре Люмьер были показаны четыре короткометражных фильма студии, три из которых ранее никогда не демонстрировались за пределами Японии.
Следующие фильмы были отобраны для показа вне конкурса:
| Название                                                                    | Оригинальное название                 | Режиссёр(ы)                               | Страна               |
| --------------------------------------------------------------------------- | ------------------------------------- | ----------------------------------------- | -------------------- |
| Граф Монте-Кристо                                                           | Le Comte de Monte-Cristo              | Матьё Делапорт и Александр де Ла Пательер | Франция              |
| Фуриоса: Хроники Безумного Макса                                            | Furiosa: A Mad Max Saga               | Джордж Миллер                             | Австралия · США      |
| Горизонты: Часть первая                                                     | Horizon: An American Saga – Chapter 1 | Кевин Костнер                             | США                  |
| Слухи                                                                       | Rumours                               | Гай Мэддин, Эван Джонсон и Гален Джонсон  | Канада · Германия    |
| Второй акт (фильм открытия)                                                 | Le Deuxième Acte                      | Кантен Дюпьё                              | Франция              |
| У неё нет имени                                                             | 醬園弄                                | Питер Чан                                 | Китай · Гонконг      |
| «Полуночные показы»                                                         |                                       |                                           |                      |
| Женщины с балкона (QP)                                                      | Les Femmes au Balcon                  | Ноэми Мерлан                              | Франция              |
| Я, палач                                                                    | 베테랑 2                              | Рю Сын Ван                                | Республика Корея     |
| Сёрфер                                                                      | The Surfer                            | Лоркан Финнеган                           | Австралия · Ирландия |
| Воины сумерек: Осада Коулуна                                                | 九龍城寨之圍城                        | Чин Поу-Сой                               | Китай · Гонконг      |
| Специальные показы в честь почетной «Золотой пальмовой ветви» студии Ghibli |                                       |                                           |                      |
| Гусеница Боро (2018)                                                        | 毛虫のボロ                            | Хаяо Миядзаки                             | Япония               |
| В поисках дома (2006)                                                       | やどさがし                            | Хаяо Миядзаки                             | Япония               |
| Мэй и Кот-автобус (2002)                                                    | めいとこねこバス                      | Хаяо Миядзаки                             | Япония               |
| Мистер Тесто и Принцесса Яйцо (2010)                                        | パン種とタマゴ姫                      | Хаяо Миядзаки                             | Япония               |

(QP) указывает на фильмы, участвовавшие в конкурсе «Квир-пальмы».

### Каннские премьеры
Следующие фильмы были отобраны для показа в секции «Каннские премьеры»:
| Название            | Оригинальное название    | Режиссёр(ы)           | Страна                                                      |
| ------------------- | ------------------------ | --------------------- | ----------------------------------------------------------- |
| Быть Марией         | Maria                    | Джессика Палуд        | Франция                                                     |
| Все любят Туду      | الجميع يحب تودة          | Набиль Аюш            | Бельгия · Дания · Франция · Марокко · Нидерланды · Норвегия |
| Это не я            | C'est Pas Moi            | Леос Каракс           | Франция                                                     |
| Роман о Джиме       | Le Roman de Jim          | Арно и Жан-Мари Ларье | Франция                                                     |
| Братья по нотам     | En Fanfare               | Эммануэль Курколь     | Франция                                                     |
| Встреча с Пол Потом | Rendez-vous avec Pol Pot | Ритхи Пань            | Франция · Камбоджа · Катар · Турция                         |
| Милосердие          | Miséricorde              | Ален Гироди           | Франция · Португалия · Испания                              |
| - (QP)              | Vivre, Mourir, Renaître  | Гаэль Морель          | Франция                                                     |

(QP) указывает на фильмы, участвовавшие в конкурсе «Квир-пальмы».

### Специальные показы
Следующие фильмы, а также один сериал, были отобраны для показа в секции «Специальные показы»:
| Название                                  | Оригинальное название            | Режиссёр(ы)                                        | Страна                               |
| ----------------------------------------- | -------------------------------- | -------------------------------------------------- | ------------------------------------ |
| Нить                                      | Le fil                           | Даниэль Отёй                                       | Франция                              |
| Незаконченный фильм (ŒdO)                 | 一部未完成的电影                 | Лоу Е                                              | Сингапур · Германия                  |
| - (сериал)                                | L'arte della gioia               | Валерия Голино и Николанджело Джелормини           | Италия                               |
| Красавица из Газы (ŒdO) (QP)              | La Belle de Gaza                 | Иоланда Зоберман                                   | Франция                              |
| Эрнест Коул: Потерянный и найденный (ŒdO) | Ernest Cole: Lost and Found      | Рауль Пек                                          | Франция · США                        |
| - (ŒdO)                                   | Spectateurs!                     | Арно Деплешен                                      | Франция                              |
| Лес чудес                                 | Angelo dans la forêt mystérieuse | Венсан Паронно и Алексис Дюкор                     | Франция · Люксембург                 |
| - (ŒdO)                                   | The Invasion                     | Сергей Лозница                                     | Франция · Нидерланды · Украина · США |
| Учить (ŒdO)                               | Apprendre                        | Клер Симон                                         | Франция                              |
| - (ŒdO)                                   | Lula                             | Оливер Стоун и Роб Уилсон                          | США · Бразилия                       |
| - (ŒdO)                                   | Nasty                            | Тудор Жюржию, Кристиан Паскариу и Тудор Д. Попеску | Румыния                              |
| Дикая семейка                             | Sauvages                         | Клод Баррас                                        | Франция                              |

(ŒdO) указывает на фильмы, участвовавшие в конкурсе «Золотой глаз» в качестве документальных фильмов.
(QP) указывает на фильмы, участвовавшие в конкурсе «Квир-пальмы».

### Конкурс короткометражных фильмов
Из 4420 заявок следующие одиннадцать короткометражных фильмов были отобраны для участия в конкурсе:
| Название                        | Оригинальное название          | Режиссёр           | Страна          |
| ------------------------------- | ------------------------------ | ------------------ | --------------- |
| -                               | 在水一方                       | Вив Ли             | Китай · Франция |
| -                               | Mau Por Um Momento             | Даниэль Соарес     | Португалия      |
| -                               | Les Belles Cicatrices          | Рафаэль Жузо       | Франция         |
| Человек, который не мог молчать | Čovjek koji nije mogao šutjeti | Небойша Слиепчевич | Хорватия        |
| -                               | Ootidé                         | Разумайте Эгле     | Литва           |
| -                               | Rruges                         | Самир Карахода     | Косово          |
| -                               | Perfectly a Strangeness        | Элисон МакАлпайн   | Канада          |
| Как будто тебя нет              | Sanki Yoxsan                   | Азер Гулиев        | Азербайджан     |
| -                               | Tea                            | Блейк Райс         | США             |
| -                               | Volcelest                      | Эрик Бриш          | Франция         |
| -                               | Amarela                        | Андре Сайто        | Бразилия        |

### Синефондасьон
Секция «Синефондасьон» посвящена фильмам, снятым студентами киношкол. Каннский кинофестиваль выделяет грант в размере €15,000 обладателю Первой премии, €11,250 обладателю Второй премии и €7,500 обладателю Третьей премии. Следующие 18 короткометражных фильмов (14 игровых и 4 анимационных) были отобраны для участия в конкурсе из 2,263 заявок от школ по всему миру:
| Название | Оригинальное название                     | Режиссёр          | Учебное заведение                                                               | Страна                |
| -------- | ----------------------------------------- | ----------------- | ------------------------------------------------------------------------------- | --------------------- |
| -        | 将爱放逐                                  | Конг Сивэнь       | Пекинская киноакадемия                                                          | Китай                 |
| -        | Bunnyhood                                 | Манси Магешвари   | Национальная школа кино и телевидения (National Film and Television School)     | Великобритания        |
| -        | To Chaos Pou Afise Piso Tis               | Никос Колиукос    | Университет Аристотеля в Салониках                                              | Греция                |
| -        | Crown Man                                 | Йоханн Абдельнур  | Ливанская академия изящных искусств (Académie Libanaise des Beaux Arts)         | Ливан                 |
| -        | The Deer's Tooth                          | Саиф Хаммаш       | Dar Al-Kalima University                                                        | Государство Палестина |
| -        | Echoes                                    | Робинсон Дроссос  | Национальная высшая школа декоративных искусств                                 | Франция               |
| -        | Elevación                                 | Габриел Эсдрас    | Гвадалахарский университет                                                      | Мексика               |
| -        | 메아리                                    | Юри Лим           | Korea National University of Arts                                               | Республика Корея      |
| -        | In Spirito                                | Николо Фолин      | Экспериментальный центр кинематографии                                          | Италия                |
| -        | Praeis                                    | Довидас Дракшас   | Лондонская кинематографическая школа (London Film School)                       | Великобритания        |
| -        | It's Not Time For Pop                     | Амит Вакнин       | Тель-Авивский университет                                                       | Израиль               |
| -        | Out of the Window Through the Wall        | Ася Сегалович     | Колумбийский университет                                                        | США                   |
| -        | Sunflowers Were the First Ones to Know... | Чидананда С. Наик | Film and Television Institute of India                                          | Индия                 |
| -        | Terminal                                  | Ист Эллиотт       | Нью-Йоркский университет                                                        | США                   |
| - (QP)   | 三                                        | Эми Сонг          | Колумбийский университет                                                        | США                   |
| -        | Mauvais Coton                             | Николя Дюмаре     | Ля Феми                                                                         | Франция               |
| -        | Plevel                                    | Пола Казак        | Факультет кино и телевидения Академии музыкальных искусств в Праге              | Чехия                 |
| -        | Withered Blossoms                         | Лайонел Сиа       | Австралийская школа кино и радио (Australian Film, Television and Radio School) | Австралия             |

(QP) указывает на фильмы, участвовавшие в конкурсе «Квир-пальмы».

### Каннская классика
Первая часть (3 часа 40 минут) новой отреставрированной копии немого шедевра Абеля Ганса «Наполеон» (1927), смонтированная Жоржем Мурье совместно с Французской синематекой и при поддержке CNC, открыла секцию «Каннская классика» 14 мая. Следующие фильмы были отобраны для показа в секции:
| Название                                      | Оригинальное название                     | Режиссёр(ы)                    | Страна                         |
| Отреставрированные копии                      | Отреставрированные копии                  | Отреставрированные копии       | Отреставрированные копии       |
| --------------------------------------------- | ----------------------------------------- | ------------------------------ | ------------------------------ |
| Армия теней (1969)                            | L'Armée des ombres                        | Жан-Пьер Мельвиль              | Франция · Италия               |
| Бона (1980)                                   | Bona                                      | Лино Брокка                    | Филиппины                      |
| Прощай, Бразилия! (1979)                      | Bye Bye Brasil                            | Карлус Диегис                  | Бразилия · Франция · Аргентина |
| Пробуждение (1976)                            | Manthan                                   | Шьям Бенегал                   | Индия                          |
| Годы замков (1984)                            | Les Années Déclic                         | Раймон Депардон                | Франция                        |
| Четыре ночи мечтателя (1971)                  | Quatre nuits d'un rêveur                  | Робер Брессон                  | Франция · Италия               |
| Гильда (1946)                                 | Gilda                                     | Чарльз Видор                   | США                            |
| Джонни взял ружьё (1971)                      | Johnny Got His Gun                        | Далтон Трамбо                  | США                            |
| Закон и порядок (1969)                        | Law and Order                             | Фредерик Уайзман               | США                            |
| Наполеон (1927) (открывающий фильм программы) | Napoléon vu par Abel Gance                | Абель Ганс                     | Франция                        |
| Париж, Техас (1984)                           | Paris, Texas                              | Вим Вендерс                    | ФРГ · Франция                  |
| Росаура в 10 часов (1958)                     | Rosaura a las diez                        | Марио Соффичи                  | Аргентина                      |
| Шанхайский блюз (1984)                        | 上海之夜                                  | Цуй Харк                       | Гонконг · Китай                |
| - (1947)                                      | La rose de la mer                         | Жак де Баронселли              | Франция                        |
| Семь самураев (1954)                          | 七人の侍                                  | Акира Куросава                 | Япония                         |
| Об убийстве — на первую полосу (1972)         | Sbatti il mostro in prima pagina          | Марко Беллоккьо                | Франция · Италия               |
| Шугарлендский экспресс (1974)                 | The Sugarland Expres                      | Стивен Спилберг                | США                            |
| Тасио (1984)                                  | Tasio                                     | Мончо Армендарис               | Испания                        |
| Шербурские зонтики (1964)                     | Les Parapluies de Cherbourg               | Жак Деми                       | Франция · ФРГ                  |
| World Cinema Project                          |                                           |                                |                                |
| Лагерь Тирана (1988)                          | Camp de Thiaroye                          | Усман Сембен и Тиерно Фати Соу | Сенегал · Алжир · Тунис        |
| Трибьют-мероприятия                           |                                           |                                |                                |
| -                                             | Exposé du Film Annonce du Film "Scénario" | Жан-Люк Годар                  | Франция · Япония               |
| -                                             | Scénarios                                 | Жан-Люк Годар                  | Франция · Япония               |
| Документальные фильмы о кино                  |                                           |                                |                                |
| Элизабет Тейлор: Утерянные записи (ŒdO)       | Elizabeth Taylor: The Lost Tapes          | Нанетт Бурштейн                | США                            |
| Фэй (ŒdO)                                     | Faye                                      | Лоран Бузеро                   | США                            |
| - (ŒdO)                                       | François Truffaut, le Scénario de Ma Vie  | Давид Тебуль                   | Франция                        |
| Хаяо Миядзаки и птица (ŒdO)                   | Hayao Miyazaki and The Heron              | Каку Аракава                   | Япония                         |
| - (ŒdO)                                       | Jacques Demy, le Rose et le Noir          | Флоренс Платарец               | Франция                        |
| - (ŒdO)                                       | Jacques Rozier, d'une Vague à l'Autre     | Эммануэль Барно                | Франция                        |
| Джим Хенсон: Человек-идея (ŒdO)               | Jim Henson Idea Man                       | Рон Ховард                     | США                            |
| -                                             | La Vérité est Révolutionnaire – l'Aveu    | Янник Кергоа                   | Франция                        |
| - (ŒdO)                                       | Olympiques! La France des jeux            | Микаэль Гамрасни               | Франция                        |
| - (ŒdO)                                       | Il Était Une Fois Michel Legrand          | Дэвид Герцог Десситс           | Франция                        |
| - (ŒdO)                                       | 영화 청년, 동호                           | Ким Рян                        | Республика Корея               |

(ŒdO) указывает на фильмы, участвовавшие в конкурсе «Золотой глаз» в качестве документальных фильмов.

### Cinéma de la Plage
В программу секции Cinéma de la Plage входят классические фильмы, юбилейные фильмы и мировые премьеры новых постановок, показы которых проводятся на пляже Масе. Фильмы «Сказания Земноморья» (2006) и «Порко Россо» (1992) были показаны в рамках празднования почетной «Золотой пальмовой ветви» студии Ghibli, а фильм Брайана Де Пальмы «Призрак рая» (1974) был показан в рамках празднования 50-летия с момента выхода картины. Следующие фильмы были отобраны для показа в секции:
| Название                               | Оригинальное название   | Режиссёр(ы)                  | Страна                              |
| -------------------------------------- | ----------------------- | ---------------------------- | ----------------------------------- |
| После работы (1985)                    | After Hours             | Мартин Скорсезе              | США                                 |
| Доспехи Бога 2: Операция Кондор (1991) | 飛鷹計劃                | Джеки Чан                    | Гонконг · Китай                     |
| -                                      | Slocum et Moi           | Жан-Франсуа Лагиони          | Люксембург · Франция                |
| Патриоты (2006)                        | Indigènes               | Рашид Бушареб                | Франция · Марокко · Бельгия · Алжир |
| Изгнанники (2004)                      | Exils                   | Тони Гатлиф                  | Франция                             |
| - (короткометражный фильм)             | Moi aussi               | Жюдит Годреш                 | Франция                             |
| - (ŒdO)                                | My Way                  | Лиза Азуэлос и Тьерри Тестон | Франция                             |
| Девять королев (2000)                  | Nueve reinas            | Фабиан Бьелински             | Аргентина                           |
| Призрак рая (1974)                     | Phantom of the Paradise | Брайан Де Пальма             | США                                 |
| Порко Россо (1992)                     | 紅の豚                  | Хаяо Миядзаки                | Япония                              |
| -                                      | Silex and the City      | Юль (Жюльен Бержо)           | Франция                             |
| Сказания Земноморья (2006)             | ゲド戦記                | Горо Миядзаки                | Япония                              |
| -                                      | Transmitzvah            | Даниэль Бурман               | Аргентина                           |
| Отреставрированная копия               |                         |                              |                                     |
| На игле (1996)                         | Trainspotting           | Дэнни Бойл                   | Великобритания                      |

(ŒdO) указывает на фильмы, участвовавшие в конкурсе «Золотой глаз» в качестве документальных фильмов.

### Конкурс иммерсивного кино
Конкурс иммерсивного кино Каннского кинофестиваля стал новым конкурсом, посвященным работам с эффектом погружения. Помимо восьми работ, отобранных для конкурса, на фестивале были представлены шесть внеконкурсных постановок, исследующих эволюцию медиа и проводящих параллели между виртуальной реальностью, виртуальным производством, кинематографом и коллективным повествованием. Следующие проекты были отобраны для показа в секции:
| Название          | Оригинальное название                       | Режиссёр(ы)                                                 | Страна                                                                      |
| В конкурсе        | В конкурсе                                  | В конкурсе                                                  | В конкурсе                                                                  |
| ----------------- | ------------------------------------------- | ----------------------------------------------------------- | --------------------------------------------------------------------------- |
| -                 | Noire                                       | Таня де Монтень, Стефан Фонкинос и Пьер-Ален Жиро           | Франция · Китайский Тайбэй                                                  |
| -                 | En Amour                                    | Клэр Барденн, Адриен Мондо и Лоран Барденн                  | Франция                                                                     |
| -                 | Evolver                                     | Барнаби Стил, Эрсин Хан Эрсин и Робин Макниколас            | Франция · Великобритания · США                                              |
| -                 | Human Violins: Prelude (multi-user version) | Йоана Миские                                                | Франция · Румыния                                                           |
| -                 | Maya: The Birth of a Superhero              | Пуломи Басу и Си Джей Кларк                                 | Франция · Великобритания · США                                              |
| -                 | The Roaming                                 | Матьё Прадат                                                | Канада · Франция · Люксембург                                               |
| -                 | Telos I                                     | Доротея Сайкали и Эмиль Дэм Зайдель                         | Канада · Дания · Швеция                                                     |
| -                 | 穿越霧中                                    | Чжоу Тунг-Йен                                               | Китайский Тайбэй                                                            |
| Вне конкурса      |                                             |                                                             |                                                                             |
| -                 | Battlescar                                  | Мартин Алле и Нико Касавеккья                               | Франция · США                                                               |
| -                 | Emperor                                     | Марион Бюргер и Илан Коэн                                   | Франция · Германия                                                          |
| Печальные глаза   | Gloomy Eyes                                 | Фернандо Мальдонадо и Хорхе Терезо                          | Аргентина · Франция · США                                                   |
| -                 | Missing Pictures: Naomi Kawasi              | Клеман Дено                                                 | Франция · Люксембург · Республика Корея · Китайский Тайбэй · Великобритания |
| Записки о слепоте | Notes on Blindness                          | Арно Колинар, Амори ла Бюрт, Питер Миддлтон и Джеймс Спинни | Франция · Великобритания                                                    |
| -                 | Spheres                                     | Элайза Макнитт                                              | Франция · США                                                               |

## Параллельные секции

### Неделя критики
«Неделя критики» — параллельная секция, посвященная дебютным и вторым фильмам в карьере режиссёров. Для показа в секции были отобраны следующие фильмы:
| Название                                                        | Оригинальное название                                  | Режиссёр(ы)                      | Страна                                |
| В конкурсе                                                      | В конкурсе                                             | В конкурсе                       | В конкурсе                            |
| --------------------------------------------------------------- | ------------------------------------------------------ | -------------------------------- | ------------------------------------- |
| - (QP)                                                          | Baby                                                   | Марселу Каэтану                  | Бразилия · Франция · Нидерланды       |
| - (CdO) (QP)                                                    | La Pampa                                               | Антуан Шеврольер                 | Франция                               |
| - (CdO)                                                         | Blue Sun Palace                                        | Констанс Цан                     | США                                   |
| - (ŒdO)                                                         | رفعت عيني للسما                                        | Нада Рияд и Айман эль Амир       | Египет · Франция                      |
| - (CdO)                                                         | Julie zwijgt                                           | Леонардо Ван Дейл                | Бельгия · Швеция                      |
| Саранча (CdO)                                                   | 蟲                                                     | Кэфф                             | Китайский Тайбэй · Франция · США      |
| Симон с горы (CdO)                                              | Simon de la montaña                                    | Федерико Луис Тачелья            | Аргентина · Чили · Уругвай            |
| Конкурс короткометражных фильмов                                |                                                        |                                  |                                       |
| -                                                               | Noksan                                                 | Джем Демирэ                      | Турция                                |
| -                                                               | Alazar                                                 | Беза Хайлу Лемма                 | Эфиопия · Франция · Канада            |
| -                                                               | Taniec w Narożniku                                     | Ян Буйновски                     | Польша                                |
| -                                                               | A Menina e o Pote                                      | Валентина Хомем                  | Бразилия                              |
| -                                                               | Montsouris                                             | Гиль Села                        | Франция                               |
| - (QP)                                                          | As Minhas Sensações São Tudo o que Tenho para Oferecer | Исадора Невес Маркес             | Португалия                            |
| -                                                               | Radikals                                               | Арвин Белармино                  | Филиппины · США · Бангладеш · Франция |
| -                                                               | Ella se queda                                          | Маринтия Гутьеррес               | Мексика                               |
| -                                                               | Supersilly                                             | Вероника Мартирадонна            | Франция                               |
| -                                                               | Αυτο που ζηταμε απο ενα αγαλμα ειναι να μην κινειται   | Дафни Херетакис                  | Греция · Франция                      |
| Специальные показы                                              |                                                        |                                  |                                       |
| - (QP)                                                          | La mer au loin                                         | Саид Хамиш                       | Франция · Марокко · Бельгия · Катар   |
| Оборотень (закрывающий фильм программы)                         | Animale                                                | Эмма Бенестан                    | Франция · Бельгия                     |
| - (открывающий фильм программы) (CdO)                           | Les Fantômes                                           | Жонатан Милле                    | Франция · Германия · Бельгия          |
| - (CdO) (QP)                                                    | Les Reines du drame                                    | Алексис Ланглуа                  | Франция · Бельгия                     |
| Специальные показы — Короткометражные фильмы                    |                                                        |                                  |                                       |
| -                                                               | 1996 ou les Malheurs de Solveig                        | Люси Борлето                     | Франция                               |
| Банный день (QP)                                                | Sannapäiv                                              | Анна Хинтс и Тушар Пракаш        | Эстония                               |
| - (QP)                                                          | Las novias del sur                                     | Елена Лопес Риера                | Швейцария · Испания                   |
| Специальные показы — 21-й Международный кинофестиваль в Морелии |                                                        |                                  |                                       |
| -                                                               | Extinción de la especie                                | Мэттью Портефилд и Николаса Руис | Мексика                               |
| -                                                               | Ha                                                     | Мария Альмендра Кастро Камачо    | Мексика                               |
| -                                                               | Xquipi (Ombligo)                                       | Хуан Пабло Вильялобос Диас       | Мексика                               |

(CdO) указывает на фильмы, участвовавшие в конкурсе «Золотая камера» в качестве режиссёрских дебютов.
(ŒdO) указывает на фильмы, участвовавшие в конкурсе «Золотой глаз» в качестве документальных фильмов.
(QP) указывает на фильмы, участвовавшие в конкурсе «Квир-пальмы».

### Двухнедельник режиссёров
В этом году в партнерстве с Фондом Шанталь Акерман зрители впервые наградили один из фильмов основного отбора «Призом зрительских симпатий» (Choix du Public). Это первая официальная награда, присуждаемая секцией с момента ее создания в 1969 году. Следующие фильмы были отобраны для показа в секции «Двухнедельник режиссёров»:
| Название                                            | Оригинальное название                           | Режиссёр(ы)                            | Страна                          |
| Основной конкурс                                    | Основной конкурс                                | Основной конкурс                       | Основной конкурс                |
| --------------------------------------------------- | ----------------------------------------------- | -------------------------------------- | ------------------------------- |
| Канун Рождества в Миллерс-Пойнт                     | Christmas Eve in Miller's Point                 | Тайлер Таормина                        | США                             |
| Пустыня Намибии                                     | ナミビアの砂漠                                  | Ёко Яманака                            | Япония                          |
| -                                                   | Sharq 12                                        | Хала Элькусси                          | Египет                          |
| - (QP)                                              | Eat the Night                                   | Каролин Поджи и Джонатан Винель        | Франция                         |
| Замирающий (CdO)                                    | Eephus                                          | Карсон Ланд                            | США                             |
| - (ŒdO)                                             | A queda do céu                                  | Эрик Роча и Габриела Карнейру Да Кунья | Бразилия · Франция              |
| Наблюдатель (CdO)                                   | Gazer                                           | Райан Слоун                            | США                             |
| Кот-призрак Андзу                                   | 化け猫あんずちゃん                              | Ёко Куно и Нобухиро Ямасита            | Япония                          |
| Хорошенькая (CdO)                                   | Good One                                        | Индиа Доналдсон                        | США                             |
| -                                                   | À Son Image                                     | Тьерри Де Перетти                      | Франция                         |
| Гиперборейцы                                        | Los hiperbóreos                                 | Кристобаль Леон и Хоакин Косинья       | Чили                            |
| Дворняга (CdO)                                      | 白衣蒼狗                                        | Цзян Вэйлян и Ю Цяо Инь                | Китайский Тайбэй                |
| Наоборот                                            | Volveréis                                       | Хонас Труэба                           | Испания · Франция               |
| Пластиковые пистолеты (закрывающий фильм программы) | Les Pistolets en Plastique                      | Жан-Кристоф Мерисс                     | Франция                         |
| - (ŒdO)                                             | A savana e a montanha                           | Пауло Карнейро                         | Португалия                      |
| - (CdO)                                             | Sister Midnight                                 | Каран Кандхари                         | Великобритания · Индия · Швеция |
| -                                                   | Algo viejo, algo nuevo, algo prestado           | Эрнан Росселли                         | Аргентина                       |
| Моя жизнь, мое лицо (открывающий фильм программы)   | Ma Vie ma Gueule                                | Софи Фийер                             | Франция                         |
| -                                                   | To a Land Unknown                               | Махди Флейфель                         | Государство Палестина · Дания   |
| Универсальный язык                                  | Une Langue universelle                          | Мэттью Ранкин                          | Канада                          |
| Часы посещения                                      | La Prisonnière de Bordeaux                      | Патрисия Мазюи                         | Франция                         |
| Короткометражные фильмы                             |                                                 |                                        |                                 |
| -                                                   | Après le Soleil                                 | Райан Макирди                          | Франция · Алжир                 |
| -                                                   | Lés Météos d'Antoine                            | Джулс Фолле                            | Франция                         |
| -                                                   | とても短い                                      | Кодзи Ямамура                          | Япония                          |
| - (QP)                                              | Immaculata                                      | Ким Ли Саккал                          | Германия · Ливан                |
| -                                                   | O jardim em movimento                           | Инес Лима                              | Португалия                      |
| -                                                   | Một lần dang dở                                 | Нгиам Нгуен Чунг                       | Вьетнам                         |
| -                                                   | Travail très soigné                             | Нейт Лавей                             | США · Франция                   |
| -                                                   | Quando a terra foge                             | Фредерико Лобо                         | Португалия                      |
| Специальный показ                                   |                                                 |                                        |                                 |
| Американские истории (1989)                         | Histoires d'Amérique: Food, Family and Philophy | Шанталь Акерман                        | Бельгия                         |

(CdO) указывает на фильмы, участвовавшие в конкурсе «Золотая камера» в качестве режиссёрских дебютов.
(ŒdO) указывает на фильмы, участвовавшие в конкурсе «Золотой глаз» в качестве документальных фильмов.
(QP) указывает на фильмы, участвовавшие в конкурсе «Квир-пальмы».

### Ассоциация за независимое кино и его распространение
Следующие фильмы были отобраны для показа в секции Ассоциации за независимое кино и его распространение (ACID):
| Название                                       | Оригинальное название            | Режиссёр(ы)                   | Страна                       |
| ---------------------------------------------- | -------------------------------- | ----------------------------- | ---------------------------- |
| -                                              | Ce n'est qu'un au revoir         | Гийом Брак                    | Франция                      |
| -                                              | Château Rouge                    | Хелен Милано                  | Франция                      |
| Огненная земля                                 | Un Pays en flammes               | Мона Конвер                   | Франция                      |
| -                                              | Fotogenico                       | Марсия Романо и Бенуа Сабатье | Франция                      |
| -                                              | In Retreat                       | Маисам Али                    | Индия · Франция              |
| -                                              | It Doesn't Matter                | Джош Монд                     | США · Франция                |
| -                                              | Kyuka – Before Summer's End      | Костис Харамунтанис           | Греция · Северная Македония  |
| Мой зверь                                      | Mi Bestia                        | Камила Бельтран               | Колумбия · Франция           |
| Большинство людей умирают по воскресеньям (QP) | Los domingos mueren más personas | Йаир Саид                     | Аргентина · Италия · Испания |

(QP) указывает на фильмы, участвовавшие в конкурсе «Квир-пальмы».

### Cannes Écrans Juniors
В программу секции Cannes Écrans Juniors вошли восемь международных художественных фильмов, представляющих особый интерес для юной аудитории от 13 лет. Следующие фильмы были отобраны для показа в секции:
| Название                     | Оригинальное название          | Режиссёр               | Страна                                              |
| ---------------------------- | ------------------------------ | ---------------------- | --------------------------------------------------- |
| Ребёнок, который измерял мир | L'Enfant Qui Mesurait Le Monde | Такис Кандилис         | Франция · Греция · Бельгия                          |
| Экскурсия                    | Ekskurzija                     | Уна Гуньяк             | Босния и Герцеговина · Хорватия · Норвегия · Сербия |
| Девочки есть девочки         | Girls Will Be Girls            | Сюти Талати            | Индия · Франция                                     |
| Монах и ружьё                | The Monk and the Gun           | Паво Чойнинг Дорджи    | Бутан                                               |
| Другой сын                   | El Otro Hijo                   | Хуан Себастьян Кебрада | Колумбия · Аргентина · Франция                      |
| -                            | Valentina o la Serenidad       | Анхелес Круз           | Мексика                                             |
| -                            | Sweet As                       | Клер                   | Австралия                                           |
| Юные сердца                  | Young Hearts                   | Энтони Шаттеман        | Бельгия · Нидерланды                                |

### Cannes Écrans Seniors
В рамках секции Cannes Écrans Seniors произошли премьерные показы трёх фильмов. Следующие фильмы были отобраны для показа в секции:
| Название                   | Оригинальное название | Режиссёр         | Страна         |
| -------------------------- | --------------------- | ---------------- | -------------- |
| Всё, что между             | Everything in Between | Нади Ша          | Австралия      |
| Одержимость. История панка | Head South            | Джонатан Ожильви | Новая Зеландия |
| -                          | Poppy                 | Линда Никкол     | Новая Зеландия |

### Золотая лошадь в Каннах
Секция представляет собой новую программу, созданную совместно Тайбэйским кинофестивалем и Marché du Film при поддержке Министерства культуры Тайваня. Для показа на кинофестивале были отобраны пять предстоящих тайваньских проектов, в которых задействованы актеры и режиссеры, удостоенные премии Золотая лошадь. В состав программы вошли:
| Название                  | Оригинальное название | Режиссёр    | Страна           |
| ------------------------- | --------------------- | ----------- | ---------------- |
| -                         | 破浪男女              | Ян Ячжэ     | Китайский Тайбэй |
| Общество мёртвых талантов | 鬼才之道              | Джон Сюй    | Китайский Тайбэй |
| -                         | 功夫                  | Гидденс Ко  | Китайский Тайбэй |
| -                         | 大濛                  | Чэнь Юйсюнь | Китайский Тайбэй |
| Дочь дочери               | 女兒的女兒            | Хуан Си     | Китайский Тайбэй |

### Fantastic Pavilion Gala
Для показа в рамках второго проведения секции Fantastic Pavilion Gala были отобраны следующие семь фильмов:
| Название                  | Оригинальное название | Режиссёр(ы)               | Страна                             |
| ------------------------- | --------------------- | ------------------------- | ---------------------------------- |
| -                         | Aire                  | Летисия Тонос             | Испания · Доминиканская Республика |
| -                         | Black.White.Red.      | Андреас Маршалл           | Швейцария                          |
| -                         | Dirty Boy             | Дуглас Рао                | Великобритания                     |
| Заклятье. Последний стрим | No Entres             | Уго Кардосо               | Парагвай                           |
| -                         | Mourir or Not Mourir  | Анаис Каве и Томас Комбре | Франция                            |
| -                         | Sayara                | Джан Эвренол              | Турция                             |
| -                         | Vadakkan              | Саджид А. Раман           | Индия                              |

## Официальные награды

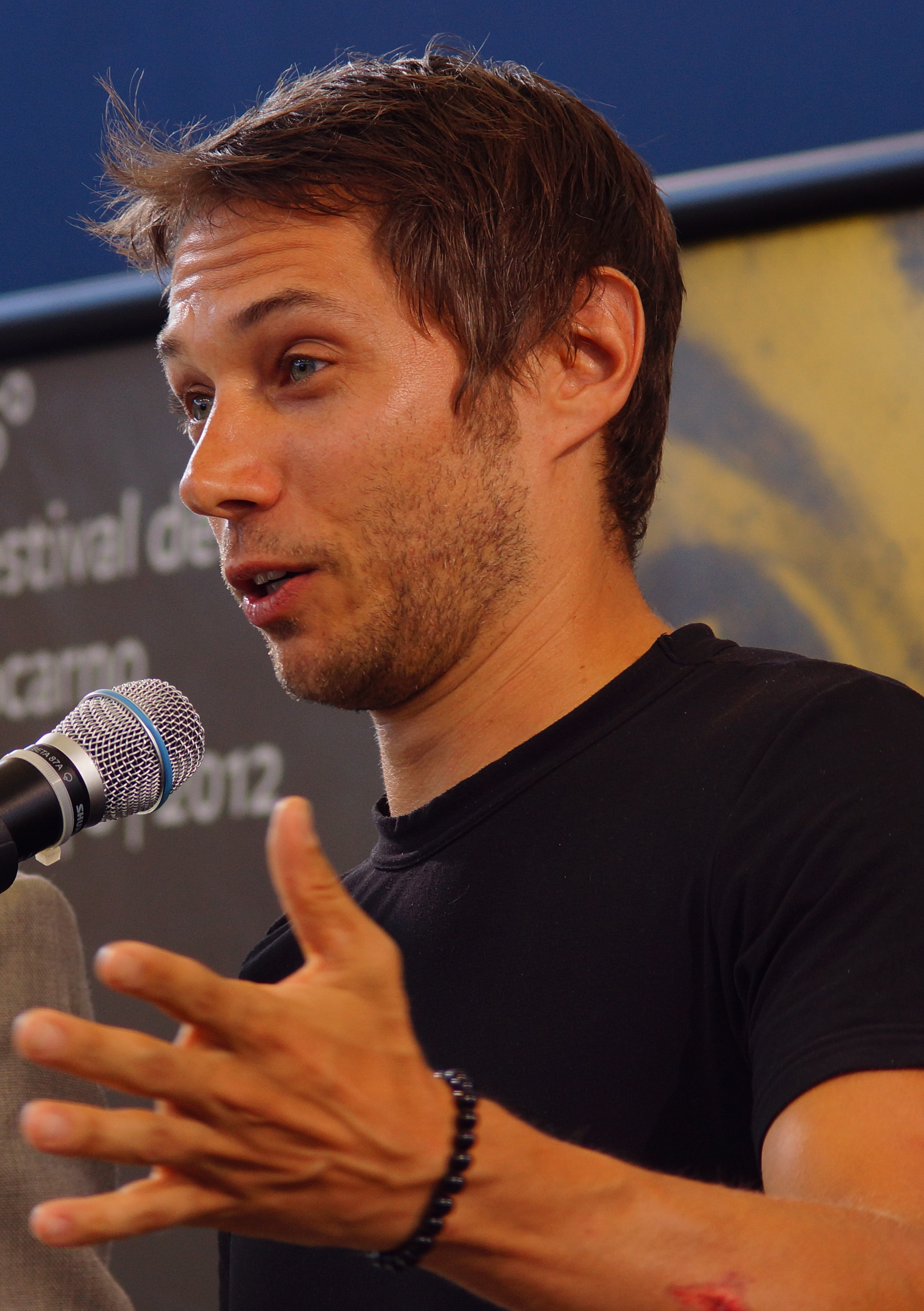
Шон Бейкер, лауреат Золотой пальмовой ветви

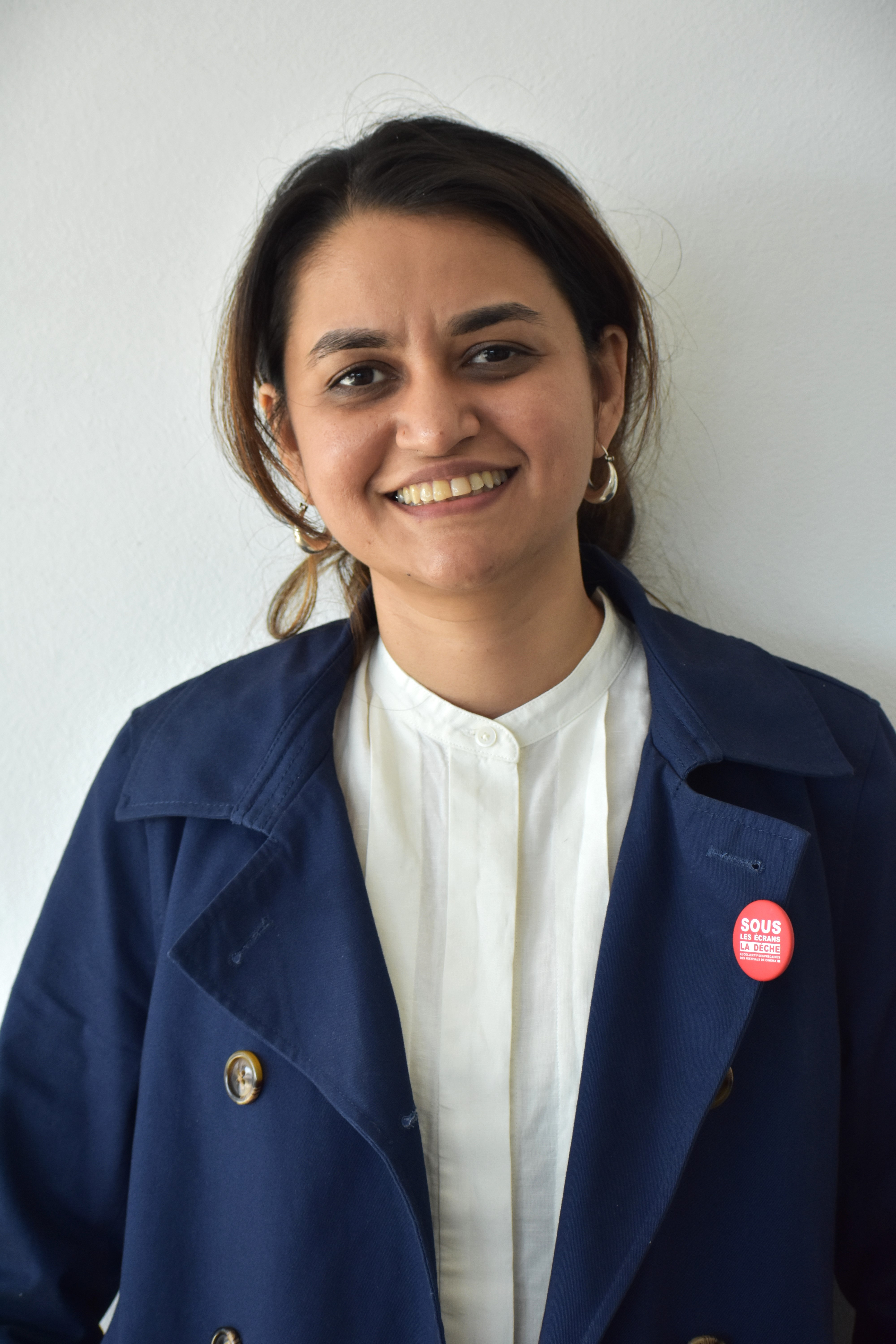
Паял Кападиа, лауреат Гран-при основного конкурса фестиваля

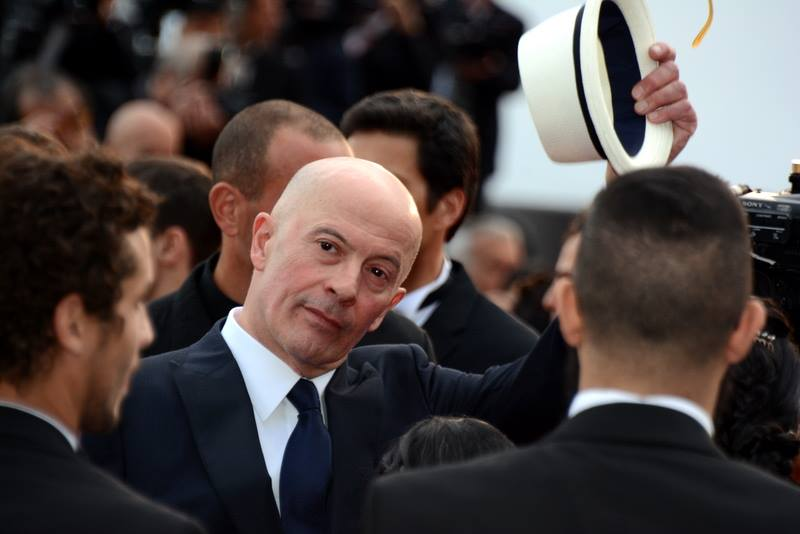
Жак Одиар, лауреат Приза жюри основного конкурса фестиваля

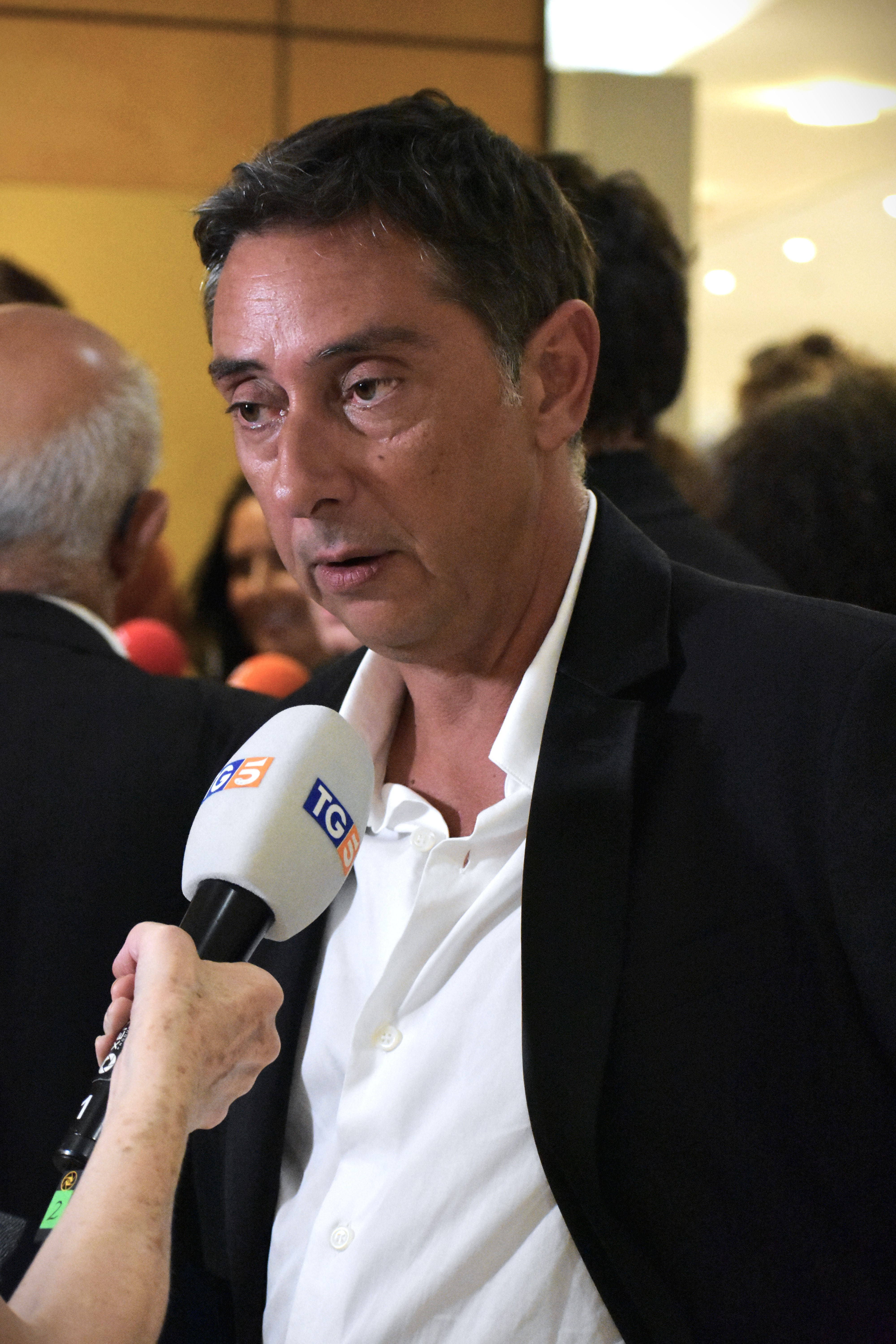
Мигел Гомеш, лауреат Приза за лучшую режиссуру

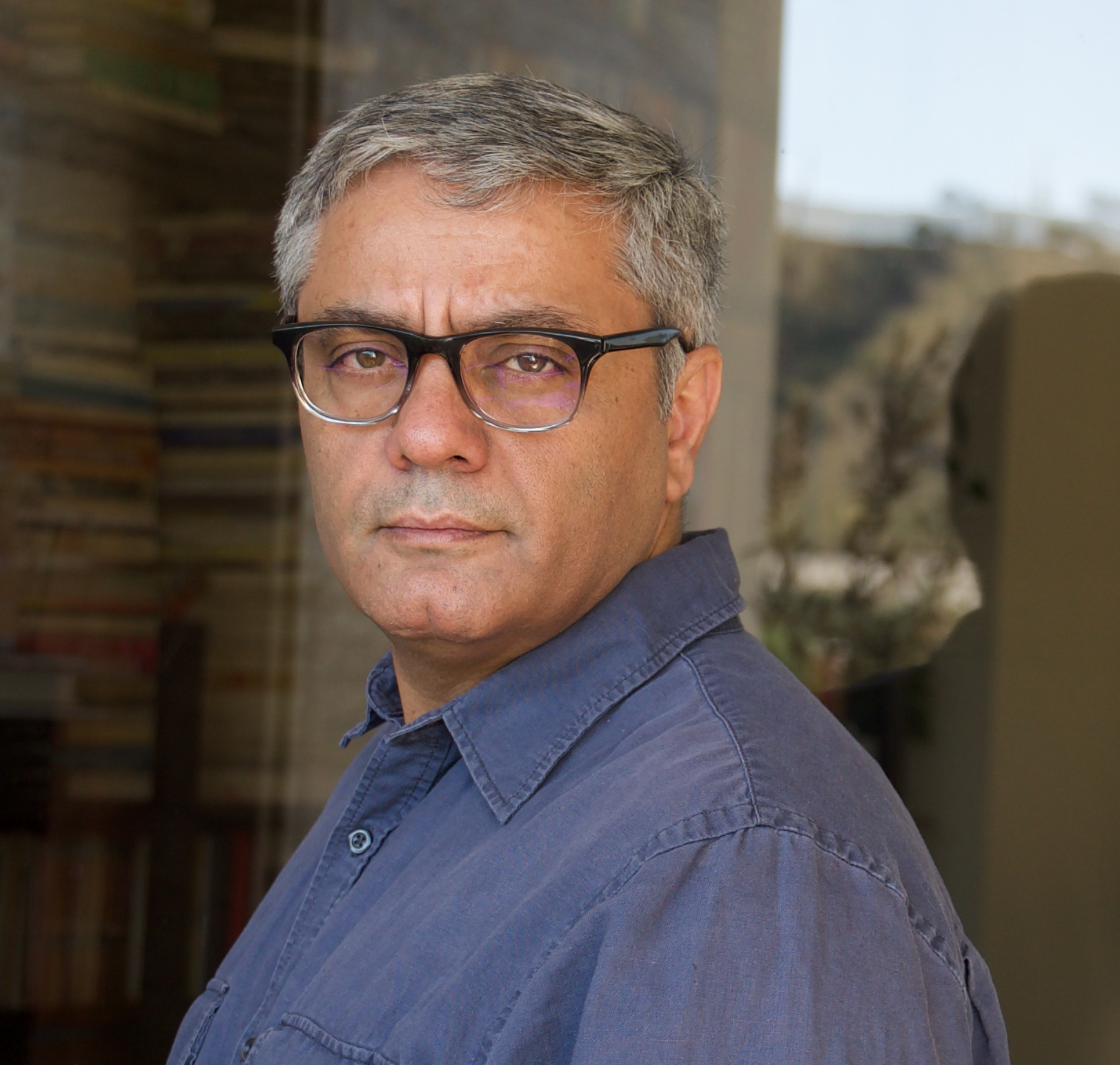
Мохаммад Расулоф, лауреат Специального приза жюри

### Основной конкурс
Следующие награды были представлены для вручения фильмам, участвовавшим в Основном конкурсе:
- Золотая пальмовая ветвь — «Анора», реж. Шон Бейкер (США)
- Гран-при — «Всё, что нам кажется светом», реж. Паял Кападиа (Индия)
- Приз жюри — «Эмилия Перес», реж. Жак Одиар (Франция)
- Приз за лучшую режиссуру — «Большое путешествие», реж. Мигел Гомеш (Португалия)
- Специальный приз жюри[b] — «Семя священного инжира», реж. Мохаммад Расулоф (Иран)
- Приз за лучшую женскую роль — Адриана Пас[вд], Селена Гомес, Зои Салдана и Карла София Гаскон за фильм «Эмилия Перес»
- Приз за лучшую мужскую роль — Джесси Племонс за фильм «Виды доброты»
- Приз за лучший сценарий — «Субстанция», реж. Корали Фаржа (Франция)

### Особый взгляд
- Гран-при — «Чёрный пёс[англ.]», реж. Гуань Ху (Китай)[4]
- Премия жюри — «История Сулеймана[англ.]», реж. Борис Ложкин (Франция)
- Премия за лучшую режиссуру:
  - «Проклятые[англ.]», реж. Роберто Минервини (Италия)
  - «Как стать морской птицей[англ.]», реж. Рунгано Ниони (Великобритания)
- Призы за лучшую роль:
  - Анасуя Сенгупта за фильм «Бесстыдный[англ.]»
  - Абу Сангаре за фильм «История Сулеймана[англ.]»
- Приз молодому дарованию[фр.] — «Черт возьми![англ.]», реж. Луиз Курвуазье (Франция)
- Специальное упоминание жюри — «Нора[англ.]», реж. Тауфик Алзаиди (Саудовская Аравия)

### Почетная «Золотая пальмовая ветвь»
- Мерил Стрип[6]
- Studio Ghibli[7]
- Джордж Лукас[9]

### Золотая камера
- «Арман[англ.]», реж. Хальвдан Ульман Тёндель (Норвегия)[4]
  - Особое упоминание — «Дворняга[англ.]», реж. Цзян Вэйлян и Ю Цяо Инь (Тайвань)

### Конкурс короткометражных фильмов
- «Человек, который не мог молчать[англ.]», реж. Небойша Слиепчевич (Хорватия)[4]
  - Особое упоминание — Mau Por Um Momento, реж. Даниэль Соарес (Португалия)

### Синефондасьон
- Первый приз — Sunflowers Were the First Ones to Know..., реж. Чидананда С. Наик (Индия)[55]
- Второй приз:
  - Out of the Window Through the Wall, реж. Ася Сегалович (США)
  - To Chaos Pou Afise Piso Tis, реж. Никос Колиукос (Греция)
- Третий приз — Bunnyhood, реж. Манси Магешвари (Великобритания)

### Конкурс иммерсивного кино
- Noire, реж. Таня де Монтень, Стефан Фонкинос и Пьер-Ален Жиро (Франция)[56]

## Независимые награды

### ПризыФИПРЕССИ
- Основной конкурс — «Семя священного инжира», реж. Мохамад Расулоф (Иран)[57]
- Особый взгляд — «История Сулеймана[англ.]», реж. Борис Ложкин (Франция)
- Параллельная секция (дебютные фильмы) — «Пустыня Намибии», реж. Ёко Яманака (Япония)

### Приз экуменического жюри
- «Семя священного инжира», реж. Мохамад Расулоф (Иран)[58]

### Неделя критики
- Гран-при — «Симон с горы[англ.]», реж. Федерико Луис Тачелья (Аргентина)[59]
- Приз жюри — Blue Sun Palace, реж. Констанс Цан (США)
- Приз «Открытие» Leitz Cine за лучший короткометражный фильм — Montsouris, реж. Гиль Села (Франция)
- Приз Louis Roederer Foundation «Восходящая звезда» — Рикардо Теодоро за фильм Baby
- Приз Gan Foundation за распространение — Julie zwijgt, реж. Леонардо Ван Дейл (Бельгия)
- Гран-при Canal+ за лучший короткометражный фильм — Noksan, реж. Джем Демирэ (Турция)
- Приз Консорциума писателей и композиторов — Julie zwijgt, реж. Леонардо Ван Дейл (Бельгия)

### Двухнедельник режиссёров— Приз зрительских симпатий
- «Универсальный язык», реж. Мэттью Ранкин (Канада)[60]

### Двухнедельник режиссёров— Независимые награды
- Приз Europa Cinemas Label за лучший европейский фильм — «Наоборот[англ.]», реж. Хонас Труэба (Испания)[61]
- Приз SACD за лучший французский фильм — «Моя жизнь, мое лицо[англ.]», реж. Софи Фийер (Франция)
- Золотая карета — Андреа Арнольд[62]

### Золотой глаз
- «Эрнест Коул: Потерянный и найденный[англ.]», реж. Рауль Пек (Гаити)[63]
- رفعت عيني للسما, реж. Нада Рияд и Айман эль Амир (Египет)

### Квир-пальма
- Полнометражный фильм — «Три километра на краю света», реж. Эмануэль Пырву (Румыния)[64]
- Короткометражный фильм — Las novias del sur, реж. Елена Лопес Риера (Испания)

### Приз Франсуа Шале
- «Семя священного инжира», реж. Мохамад Расулоф (Иран)[65]

### Prix de la Citoyenneté
- Приз гражданства — «Птица», реж. Андреа Арнольд (Великобритания)[66]

### Prix des Cinémas Art et Essai
- Приз AFCAE за лучшее артхаусное кино — «Семя священного инжира», реж. Мохамад Расулоф (Иран)[67]
  - Особое упоминание — «Всё, что нам кажется светом», реж. Паял Кападиа (Индия)

### Palm Dog
- Коди за фильм «Собачье дело[англ.]»[68]
- Приз Жюри — Синь за фильм «Чёрный пёс[англ.]»
- Упоминание:
  - «Птица», реж. Андреа Арнольд (Великобритания)
  - «Виды доброты», реж. Йоргос Лантимос (Греция)
  - «Мегалополис», реж. Фрэнсис Форд Коппола (США)

### Трофей Шопар
- Майк Файст[69]
- Софи Уайлд

## Заметки
1. ↑  Испанский режиссер Родриго Сорогойен должен был занять пост председателя, но вышел из состава жюри по «личным обстоятельствам» за несколько дней до начала фестиваля. Пиала заняла пост президента, а освободившееся место в жюри заняла Айрис Кальтенбек.[24]
2. ↑  Во время трансляции церемонии награждения на официальных страницах Каннского кинофестиваля в социальных сетях награда была представлена как Специальная награда за сценарий. Однако вскоре награду стали называть Специальный приз или Prix Spécial. К концу года, во время выхода в прокат, фильм демонстровал свою официальную карту отбора на Каннский кинофестиваль как обладатель «Специального приза жюри»[54].